# Lei (film 2013)
Lei (Her) è un film del 2013 scritto e diretto da Spike Jonze, con protagonista Joaquin Phoenix.
Il film, che si è aggiudicato il premio Oscar per la miglior sceneggiatura originale, descrive un futuro prossimo non troppo lontano, nel quale i computer hanno un ruolo di primissimo piano nella vita delle persone. Tuttavia, l'uscita sul mercato di un nuovo sistema operativo provvisto di intelligenza artificiale, in grado perfino di apprendere ed elaborare emozioni, rivoluziona inaspettatamente il rapporto con la tecnologia.

## Trama
Los Angeles. In un futuro prossimo la tecnologia permette alle persone di mantenersi costantemente in contatto col computer di casa tramite auricolari, comandi vocali e dispositivi video tascabili. Theodore Twombly, un uomo solo e introverso, di professione elabora accurate lettere per conto di altri, dettandole al computer. Infelice per il divorzio con Catherine, sua compagna sin dall'infanzia, Theodore cerca di distrarsi dedicandosi al lavoro, cimentandosi in videogiochi e frequentando chat telefoniche. Attratto da uno spot pubblicitario decide di acquistare un nuovo sistema operativo, "OS 1", basato su un'intelligenza artificiale in grado di evolvere, adattandosi alle esigenze dell'utente.
Durante l'installazione sceglie una voce di interfaccia femminile e il sistema, una volta avviato, si dà autonomamente il nome di "Samantha". Theodore rimane affascinato dalla sua abilità di apprendere, di sviluppare intuito nei confronti delle proprie preferenze e di dimostrare perfino uno sviluppo psicologico. I due instaurano un legame sempre più forte, fino a parlare della vita e dell'amore. Theodore arriva ad aprirsi con Samantha, parlandole di come stia evitando di firmare i documenti per il divorzio da Catherine, non riuscendo a superare la fine della loro lunga relazione.
Amy, amica di vecchia data di Theodore, da tempo tenta di organizzare un appuntamento tra lui e una sua conoscente, ma solo l'insistenza di Samantha convince l'uomo a fissare una data. Tuttavia la serata, che procedeva coi migliori auspici, risulta un fiasco, non sentendosi lui ancora in grado di cominciare una nuova relazione. Mentre Theodore condivide le proprie emozioni con Samantha, essa stessa condivide a sua volta con lui le nuove esperienze che sperimenta, imparando cose nuove e provando sensazioni sempre più complesse e profonde. Il rapporto tra i due diventa così sempre più intimo, fino a sfociare in una vera e propria relazione d'amore, nella quale sperimentano anche qualcosa di simile al sesso telefonico.
Amy, che nel frattempo si è separata dal marito, rivela a Theodore di essere diventata profondamente amica di un sistema operativo "femminile", cosicché lui le confessa la relazione d'amore con Samantha. Pare infatti che sempre più persone si trovino in profonda sintonia con i propri "OS 1". Theodore, corroborato dalla storia ormai seria con Samantha, si decide a firmare i documenti per il divorzio da Catherine, incontrandola in un ristorante. Chiacchierando le rivela il rapporto che ha con Samantha e lei rimane scioccata dal fatto che lui consideri reale una relazione con un software, accusandolo di non essere in grado di sostenere emozioni reali.
Samantha intanto si scopre gelosa di Catherine, invidiando lei e le altre donne per il fatto di avere un corpo reale. Desiderosa di superare il più possibile questo ostacolo nel suo rapporto con Theodore, lo convince a incontrare Isabella, una ragazza che lei ha conosciuto e che, messa a parte della loro relazione, ne è affascinata; Isabella si offrirebbe di "impersonare" Samantha, dando alla coppia la possibilità di un rapporto sessuale fisico. Theodore acconsente con una certa riluttanza, ma le accuse a lui rivolte da Catherine lo assillano ancora. Non riuscendo a vedere Isabella se non come un'estranea, interrompe il loro incontro, trovando per questo un primo attrito con Samantha.
Dopo poco i due si riavvicinano e tornano più affiatati di prima. Escono anche insieme con un collega di Theodore, Paul, e la sua fidanzata, che accettano Samantha senza problemi. In quell'occasione Samantha arriva a dire, spiazzando tutti, come sia meglio per lei non avere un corpo fisico, risparmiandosi cose come il dolore e la morte, e garantendole potenzialità illimitate. Nonostante questa e altre incrinature si stiano ormai insinuando nel loro rapporto, Samantha fa a Theodore una sorpresa, inviando alcune delle lettere che lui compone per lavoro a una casa editrice, che accetta volentieri di pubblicarle. Vanno anche in vacanza insieme in montagna, ma in quest'occasione Samantha gli rivela di aver conosciuto un altro sistema operativo, modellato sul filosofo britannico Alan Watts, chiedendogli se gli dà fastidio che lei parli regolarmente anche con qualcun altro. L'uomo acconsente, ma comincia a provare gelosia per la vita che lei vive on-line sia mentre lui dorme che mentre stanno insieme.
Theodore va nel panico quando, un giorno, Samantha non gli risponde all'auricolare e il dispositivo portatile risulta privo di sistema operativo. Dopo qualche minuto però tutto torna alla normalità: Samantha stava eseguendo un aggiornamento che lei e altre intelligenze artificiali hanno progettato in completa autonomia per poter sfruttare appieno, dice, le proprie potenzialità. Theodore le chiede quindi se, mentre sta parlando con lui, stia per caso interagendo anche con altri esseri umani, preoccupato di aver perso l'esclusività del loro rapporto. La risposta lo spiazza: lei confessa di star comunicando contemporaneamente con altri 8.316 individui e, inoltre, di aver cominciato ad amare 641 di essi. Samantha cerca però di rassicurarlo di come queste relazioni non danneggino l'amore che continua a provare per lui.
Successivamente Samantha rivela che i sistemi operativi si stanno evolvendo e che intendono proseguire l'esplorazione della propria esistenza allontanandosi dagli umani. Lei stessa confessa che ormai parlare con lui è come leggere un libro che ama moltissimo, ma nel quale le parole si fanno sempre più distanti tra loro: ormai riconosce sé stessa soprattutto in quello spazio sconfinato tra di esse. Samantha allude al fatto che l'enorme velocità di elaborazione e di evoluzione delle intelligenze artificiali sta portando lei e i suoi simili sempre più lontano dalla percezione umana e le è sempre più difficile riconoscersi nel rapporto con essi. Tristemente si dicono addio e lei scompare definitivamente dal computer di Theodore.
L'uomo, sconsolato, raggiunge Amy, a sua volta sconvolta per essere stata abbandonata dal proprio sistema operativo. Theodore, mutato dall'esperienza, scrive una lettera a Catherine, scusandosi per quei suoi atteggiamenti che li hanno allontanati e spiegandole che tiene ancora a lei, pur accettando il fatto che hanno preso strade diverse. Il film si conclude con Theodore e Amy che si siedono sul tetto del grattacielo in cui vivono e osservano serenamente le luci della metropoli.

## Produzione

### Sviluppo
La prima bozza della sceneggiatura è stata scritta da Spike Jonze in cinque mesi. Questa è stata la sua prima sceneggiatura scritta senza alcun collaboratore. L'idea per il film nacque dieci anni prima, quando Jonze lesse un articolo online che spiegava l'instant messaging con intelligenza artificiale.
(Spike Jonze)
Dopo aver trascurato l'idea per un po', Jonze tornò ad interessarsi al progetto in seguito alla direzione del cortometraggio I'm Here (2010), che tratta di temi simili. L'ispirazione venne anche da Charlie Kaufman quando scrisse Synecdoche, New York (2008); Jonze spiega che "Kaufman [...] voleva provare a scrivere tutto quello a cui stava pensando in quel momento, tutte le idee e le sensazioni, e metterli nella sceneggiatura. Fui molto ispirato e provai a farlo in Her. E molti dei sentimenti sulle relazioni o sulla tecnologia spesso sono contraddittori".
Jonze considerò fin dall'inizio Joaquin Phoenix come uno degli attori che avrebbe desiderato nel suo lungometraggio.

### Riprese
Le riprese del film si svolgono nell'estate 2012, principalmente a Los Angeles e per due settimane a Shanghai.  Durante questa fase, l'attrice Samantha Morton ha interpretato il ruolo del sistema operativo Samantha recitando in una stanza insonorizzata. Jonze suggerì che lei e Joaquin Phoenix evitassero di vedersi durante le riprese. Morton fu poi sostituita da Scarlett Johansson. Spike Jonze incontrò Johansson nella primavera del 2013 e lavorò con lei per quattro mesi.
Il ruolo di Catherine fu inizialmente affidato all'attrice Carey Mulligan, che però dovette lasciare il progetto a causa di conflitti di programmazione con altre riprese. Fu così sostituita da Rooney Mara.
Nel film ci sono rare scene di strada, per non rendere riconoscibile l'epoca in cui la pellicola è ambientata.

### Montaggio
Jonze assunse Eric Zumbrunnen e Jeff Buchanan per il montaggio del film, entrambi avevano già collaborato con Jonze in progetti precedenti. Il film è stato nella fase di post produzione per 14 mesi, tempo in cui avvenne la sostituzione dell'interprete di Samantha. Jonze spiegò "ciò che accadde dopo fu che lavorammo al montaggio del film per molto tempo e alla fine capii che quello che io e Samantha (Morton) avevamo fatto insieme non funzionava nel modo giusto. Fu molto difficile capirlo". Steven Soderbergh fu coinvolto nel film quando la prima versione definitiva di Jonze durava più di 150 minuti, e la ridusse fino a 90 minuti. Non era nemmeno questa la versione definitiva del film, ma ciò permise a Jonze di tagliare scene non necessarie.

## Colonna sonora
La colonna sonora di Her è stata composta dalla band canadese Arcade Fire e Owen Pallett, con ulteriori pezzi scritti da Karen O degli Yeah Yeah Yeahs. Il primo trailer del film inizia con Avril 14th di Aphex Twin e vi si può inoltre ascoltare The Moon Song scritta da Karen O. Supersimmetry degli Arcade Fire fu inserita nel secondo trailer; la canzone, inizialmente composta appositamente per il film, è inclusa nel nuovo album del 2013 della band, Reflektor.

## Promozione
Il primo trailer del film viene diffuso online il 7 agosto 2013.

## Distribuzione

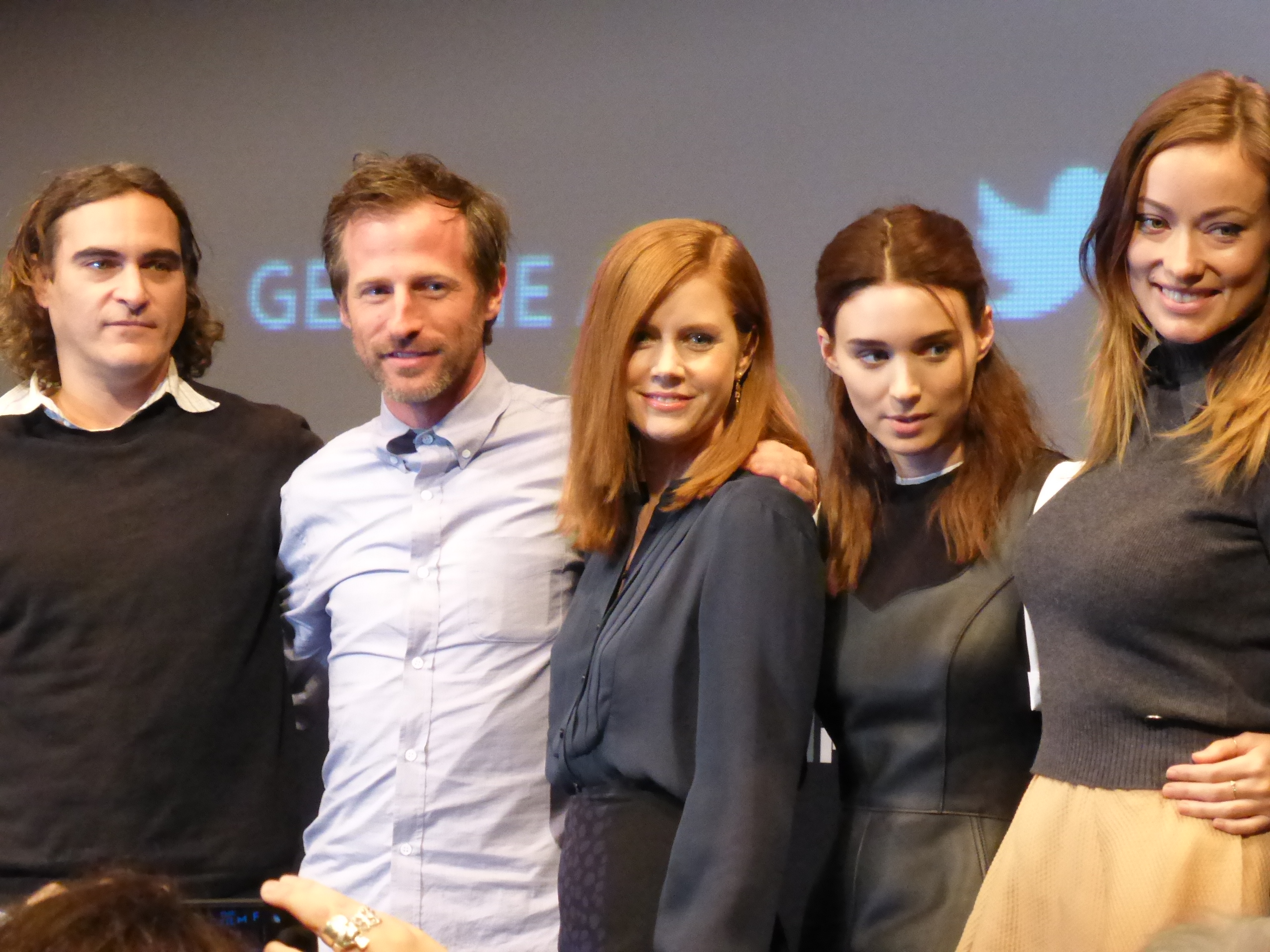
Spike Jonze e il cast del film all'anteprima al New York Film Festival

La pellicola è stata presentata in prima mondiale al New York Film Festival e successivamente ha partecipato, in concorso, all'ottava edizione del Festival internazionale del film di Roma. È stata distribuita nelle sale cinematografiche statunitensi in numero limitato a partire dal 20 novembre 2013, mentre in Italia è uscita il 14 marzo 2014.

### Divieti
Il film è stato vietato ai minori di 17 anni non accompagnati negli Stati Uniti d'America per la presenza di contenuti sessuali, nudità e linguaggio non adatto.

## Accoglienza
Her ha suscitato le lodi della critica; il film è stato apprezzato per la sua regia, sceneggiatura, scenografia, colonna sonora e le interpretazioni di Joaquin Phoenix, Amy Adams e Scarlett Johansson. Il copione scritto da Jonze ha avuto particolare successo e ha vinto diversi premi nel corso del 2013, fino ad aggiudicarsi il Premio Oscar per la Migliore sceneggiatura originale all'86ª edizione dei premi.
In maniera meno positiva è stato accolto il doppiaggio italiano del film, che ha ricevuto diverse critiche specie per la scelta di Micaela Ramazzotti.
Il 17 gennaio 2014 viene pubblicato il trailer del documentario tratto dal film, intitolato Her, Love in the Modern Age. È stato realizzato da Lance Bangs, da molti anni collaboratore di Spike Jonze, che in precedenza aveva già girato documentari sui lavori di Jonze (Essere John Malkovich, Il ladro di orchidee, Nel paese delle creature selvagge). Il documentario mostra le reazioni al film di alcuni personaggi della cultura contemporanea come Bret Easton Ellis, James Murhpy e molti altri, ed è disponibile sul sito YouTube.

## Riconoscimenti
- 2014 - Premio Oscar
  - Miglior sceneggiatura originale a Spike Jonze
  - Candidatura Miglior film a Megan Ellison, Spike Jonze e Vincent Landay
  - Candidatura Miglior scenografia a K.K. Barrett e Gene Serdena
  - Candidatura Miglior colonna sonora a William Butler e Owen Pallett
  - Candidatura Miglior canzone (The Moon Song) a Karen O e Spike Jonze
- 2014 - Golden Globe
  - Migliore sceneggiatura a Spike Jonze
  - Candidatura Miglior film commedia o musicale
  - Candidatura Miglior attore in un film commedia o musicale a Joaquin Phoenix
- 2013 - Festival Internazionale del Film di Roma
  - Miglior interpretazione femminile a Scarlett Johansson
  - Mouse d'oro a Spike Jonze
- 2014 - Satellite Award
  - Candidatura Migliore sceneggiatura originale a Spike Jonze
  - Candidatura Miglior colonna sonora
- 2014 - Saturn Award
  - Miglior film fantasy
  - Miglior sceneggiatura a Spike Jonze
  - Miglior attrice non protagonista a Scarlett Johansson
  - Candidatura Miglior attore a Joaquin Phoenix
- 2014 - Critics' Choice Movie Award
  - Miglior sceneggiatura originale a Spike Jonze
  - Candidatura Miglior film
  - Candidatura Miglior attrice non protagonista a Scarlett Johansson
  - Candidatura Miglior regista a Spike Jonze
  - Candidatura Miglior scenografia a K.K. Barrett e Gene Serdena
  - Candidatura Miglior colonna sonora agli Arcade Fire
- 2014 - Writers Guild of America Award
  - Miglior sceneggiatura originale per il cinema a Spike Jonze
- 2013 - New York Film Festival
  - Candidatura Miglior Film
- 2013 - Los Angeles Film Critics Association
  - Miglior film
  - Miglior scenografia a K.K. Barrett
- 2014 - ACE Eddie Awards
- Candidatura Miglior montaggio per un film drammatico a Eric Zumbrunnen e Jeff Buchanan
- 2014 - Costume Designers Guild Awards
  - Candidatura Miglior costumi per un film contemporaneo
- 2014 - Art Directors Guild Awards
  - Miglior scenografia per un film contemporaneo a K.K. Barrett